# IC 5250
IC 5250 est une vaste galaxie lenticulaire située dans la constellation du Toucan. Sa vitesse par rapport au fond diffus cosmologique est de 3 503 ± 22 km/s, ce qui correspond à une distance de Hubble de 51,7 ± 3,6 Mpc (∼169 millions d'al). Cette galaxie a été découverte par l'astronome américain DeLisle Stewart en 1900.

## Découverte
L'astronome écossais James Dunlop a observé cette galaxie le 5 septembre 1826 avec son petit télescope (en) de 9 po (23 cm) de fabrication maison. Il l'a décrit comme une nébuleuse peu lumineuse elliptique parallèle à l'équateur d'environ 25 " et 12 " en longueur et de 15" en largeur. Mais, la position indiquée par Dunlop est à 3' de cette paire de galaxies d'apparence similaire aux galaxies des Antennes. DeLisle Stewart a de nouveau indentifié IC 5250 sur des plaques photographiques prises le 21 aout et il a publié une position très précise de la galaxie. Il est en conséquence crédité de la découverte de celle-ci.    

## Identification
La galaxie décrite sur cette page est la composante orientale (PGC 69713) de la paire. La composante occidentale est PGC 69714, mais l'utilisation de notation non conventionnelle peut induire en erreur. Par exemple, pour la base de données NASA/IPAC, la composante orientale est IC 5250 et PGC 69174 est IC 5250A. Cependant, pour la base de données HyperLeda, c'est PGC 69713 qui est IC 5250A. Finalement, Simbad emploie une désignation différente pour PGC 69714, soit IC 5250B.

## Groupe de NGC 7329
Selon A. M. Garcia, la galaxie IC 5250 (PGC 69713) est membre du groupe de NGC 7329. Ce groupe de galaxies renferme au moins 11 membres. Les autres galaxies sont NGC 7329, NGC 7358, NGC 7408, NGC 7417, les galaxies IC 5222, IC 5227, IC 5244 IC  5266 et IC 5272 de l'Index Catalogue, et ESO 109-32.